# Consejo Municipal de Mineápolis
El Consejo Municipal de Mineápolis es el poder legislativo de la ciudad de Mineápolis en Minnesota, Estados Unidos. El consejo, compuesto por 13 miembros, tiene la autoridad para crear y modificar leyes, políticas y ordenanzas que gobiernan la ciudad. Cada miembro representa uno de los 13 distritos de Minneapolis, elegidos por un período de cuatro años. La estructura actual del consejo existe desde la década de 1950. En elecciones recientes, la membresía del consejo ha estado dominada por el Partido Demócrata-Agrario-Laborista de Minesota (DFL). En 2024, 12 miembros se identificaron con el DFL, mientras que cuatro se identificaron con los Socialistas Democráticos de América (tres miembros se identifican como DFL y DSA). Hasta las elecciones del Concejo Municipal de Minneapolis de 2021, la estructura de gobierno de la ciudad se consideraba un sistema de alcalde débil y consejo fuerte. Sin embargo, se aprobó una enmienda a los estatutos que le dio al alcalde más poder y redujo el consejo a funciones puramente legislativas.

## Historia

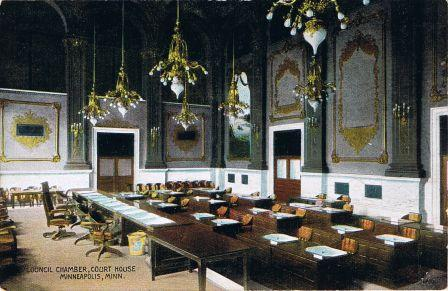
Cámaras del consejo en 1900

La ciudad nunca ha tenido más de 13 distritos, pero hubo un tiempo en que hubo tres representantes de cada área, para un total de 39 miembros del ayuntamiento. El ayuntamiento asumió su tamaño actual en la década de 1950.
El Consejo Municipal de Mineápolis representa los trece distritos de la ciudad llamados distritos. La ciudad adoptó la segunda vuelta instantánea en 2006 y la utilizó por primera vez en las elecciones de 2009. El consejo tiene 12 miembros del DFL y uno de los Socialistas Democráticos de América. Los problemas electorales en 2013 incluyeron la financiación de un nuevo estadio de los Vikings por lo que algunos titulares perdieron sus puestos. Ese año, Minneapolis eligió a Abdi Warsame, Alondra Cano y Blong Yang, los primeros concejales somalíes-estadounidenses, mexicano-estadounidenses y hmong-estadounidenses de la ciudad, respectivamente.
El ayuntamiento aprobó una resolución en marzo de 2015 que establece la política municipal de desinversión en combustibles fósiles. Con el apoyo de la administración de la ciudad, Minneapolis se unió a diecisiete ciudades de todo el mundo en la Alianza de Ciudades Carbono Neutrales. El plan climático de la ciudad es reducir las emisiones de gases de efecto invernadero en un 15 por ciento en 2015 "en comparación con los niveles de 2006, un 30 por ciento para 2025 y un 80 por ciento para 2050".
En 2018, el ayuntamiento aprobó el Plan Integral 2040 de Minneapolis y lo presentó para la aprobación del Consejo Metropolitano. Observado a nivel nacional, el plan rezonifica vecindarios residenciales predominantemente unifamiliares para tríplex para aumentar las viviendas asequibles, busca reducir los efectos del cambio climático e intenta rectificar algunas de las disparidades raciales de la ciudad. Después de que el Consejo Metropolitano aprobara el plan, en noviembre de 2019 el ayuntamiento votó por unanimidad para permitir dúplex y triplex en toda la ciudad. La Institución Brookings lo llamó "un ejemplo relativamente raro de éxito de la agenda YIMBY" y "el plan más maravilloso del año".

### Incidentes controvertidos

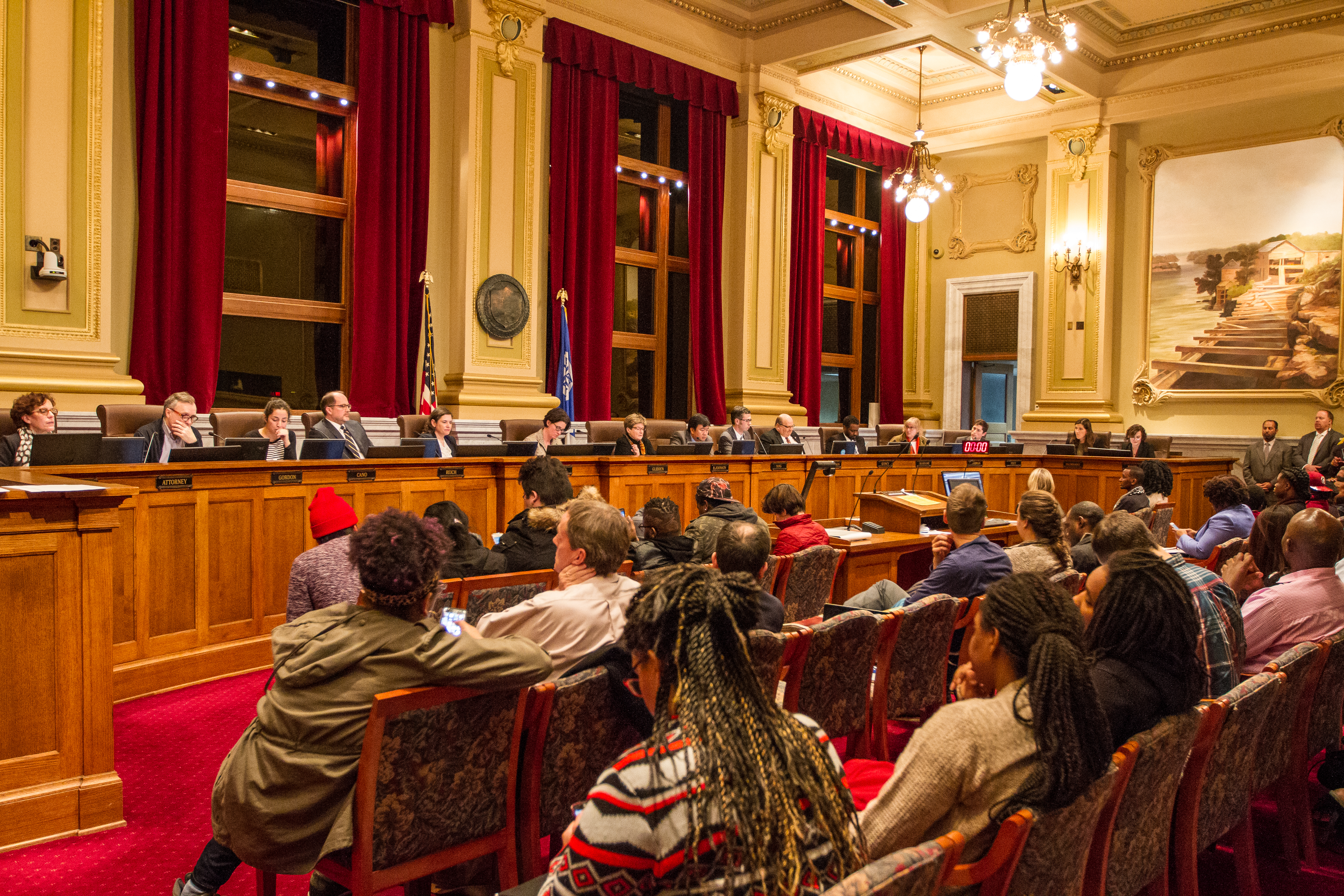
Reunión del consejo en 2015

En julio de 2001, Brian Herron, miembro del Consejo del DFL, se declaró culpable de un cargo de delito grave de extorsión. Herron admitió haber aceptado un soborno de 10.000 dólares del propietario del negocio, Selwin Ortega, quien enfrentó numerosas violaciones de inspecciones de salud y seguridad en sus tiendas de comestibles Las Américas. Herron cumplió una sentencia de un año en una prisión federal.
El 21 de noviembre de 2002, Joe Biernat, concejal del DFL durante diez años, fue declarado culpable de cinco delitos federales, un cargo de malversación de fondos, tres cargos de fraude postal y un cargo de declaración falsa. Biernat fue declarado inocente de los cargos de extorsión y conspiración para extorsionar.
En septiembre de 2005, Dean Zimmermann, miembro del Consejo del Partido Verde, recibió una orden de registro federal en su casa por parte de la Oficina Federal de Investigaciones (FBI). La declaración jurada adjunta a la orden reveló que el FBI tenía a Zimmermann en video y cinta de audio aceptando sobornos para un cambio de zonificación. Posteriormente, Zimmermann perdió su campaña de reelección y fue declarado culpable en un tribunal federal de tres cargos de aceptar dinero en efectivo de un desarrollador y declarado inocente de solicitar propiedades a personas con negocios en la ciudad. Zimmermann salió de prisión en julio de 2008.
En 2009, la presidenta del Consejo, Barbara A. Johnson, fue acusada de malversar fondos de campaña para gastos personales. El 26 de enero de 2010 se llevó a cabo una audiencia administrativa. Los jueces administrativos en la audiencia desestimaron seis de los ocho cargos; confirmó dos cargos: que se pagaron servicios de AAA tanto para ella como para el vehículo de su esposo y que no todos los cargos por peluquería o tintorería estaban razonablemente relacionados con la campaña. Johnson pagó una multa de 200 dólares por estas violaciones, la multa más baja posible.
En 2015, la concejal del DFL, Alondra Cano, utilizó su cuenta de Twitter para publicar números de teléfonos móviles privados y direcciones de correo electrónico de críticos que escribieron sobre su participación en una manifestación de Black Lives Matter.
En 2020, tras el asesinato de George Floyd, nueve concejales de la ciudad anunciaron sus objetivos muy controvertidos de disolver el Departamento de Policía de Mineápolis. Su plan incluía enmendar los estatutos de la ciudad para eliminar el requisito de un número mínimo de agentes, además de reemplazar el MPD con una agencia de seguridad pública más amplia. Luego se descubrió que el ayuntamiento había estado utilizando seguridad privada a un costo de 4.500 dólares por día para tres de sus miembros. El plan llegó a las urnas en 2021, pero terminó fracasando con solo el 43% de los votos a favor; junto con seis de los nueve concejales de la ciudad que querían deshacerse de la policía votaron en contra o no se postuló para la reelección.
En 2021, al salir de un evento del Día del Orgullo, un coche en el que viajaba la vicepresidenta del Consejo, Andrea Jenkins, fue rodeado por manifestantes que le impidieron salir hasta que firmara una lista de demandas, que incluían no interferir con la ocupada plaza George Floyd y la renuncia del alcalde Jacob Frey. Jenkins estuvo atrapada durante más de 90 minutos antes de firmar la lista para poder irse.

## Sistema electoral
En 2006, los votantes de Mineápolis aprobaron el uso del voto único transferible para sus elecciones municipales. El primer uso de la votación por orden de preferencia fue en las elecciones municipales de 2009. Sin embargo, dado que el Consejo Municipal utiliza circunscripciones uninominales, el voto único transferible funciona de la misma manera que la votación de segunda vuelta instantánea. Este sistema de votación se conoce comúnmente en los Estados Unidos como votación por clasificación (ranked choice voting).
El mandato de cada miembro suele ser de cuatro años y no hay límites en el número de mandatos que un miembro puede desempeñar. Sin embargo, en 2020, los votantes aprobaron un plan para enmendar los estatutos de la ciudad para establecer elecciones del concejo municipal en 2021 y 2023 por períodos de dos años en lugar de los períodos habituales de cuatro años, y las elecciones para períodos de cuatro años se reiniciarán en 2025. La enmienda también otorgó la capacidad a la ciudad de usar este método siempre que las elecciones regulares del consejo municipal no caigan en un año que termine en 3 para cumplir con una ley estatal diseñada para requerir elecciones del concejo municipal en años que terminen en 2 o 3 después de un censo.

## Salario
Los concejales tienen un salario base de 106,101$ en 2021. Los aumentos para los concejales y el alcalde se basan en "promediar los aumentos incluidos en los contratos sindicales que aprobaron el año anterior".

## Miembros
El consejo está compuesto por 13 miembros. El DFL tiene 12 escaños, mientras que una miembro (Robin Wonsley) es un socialista democrática independiente. Los nuevos miembros asumieron sus cargos en enero de 2024.
| Distrito | Concejal | Concejal          | Partido | Partido                  | Afiliaciones adicionales | Elegido por primera |
| -------- | -------- | ----------------- | ------- | ------------------------ | ------------------------ | ------------------- |
| 1        |          | Elliott Payne     |         | DFL                      |                          | 2021                |
| 2        |          | Robin Wonsley     |         | Socialista independiente | DSA                      | 2021                |
| 3        |          | Michael Rainville |         | DFL                      | All of Mpls              | 2021                |
| 4        |          | LaTrisha Vetaw    |         | DFL                      | All of Mpls              | 2021                |
| 5        |          | Jeremiah Ellison  |         | DFL                      | Mpls For the Many        | 2017                |
| 6        |          | Jamal Osman       |         | DFL                      |                          | 2020                |
| 7        |          | Katie Cashman     |         | DFL                      | Mpls For the Many        | 2023                |
| 8        |          | Andrea Jenkins    |         | DFL                      | All of Mpls              | 2017                |
| 9        |          | Jason Chavez      |         | DFL                      | DSA                      | 2021                |
| 10       |          | Aisha Chughtai    |         | DFL                      | DSA Mpls For the Many    | 2021                |
| 11       |          | Emily Koski       |         | DFL                      | All of Mpls              | 2021                |
| 12       |          | Aurin Chowdhury   |         | DFL                      | DSA Mpls For the Many    | 2023                |
| 13       |          | Linea Palmisano   |         | DFL                      | All of Mpls              | 2013                |